# سگ‌های ریگا (فیلم)
سگ‌های ریگا (سوئدی: Hundarna i Riga) فیلمی سوئدی به کارگردانی پله بریلوند است که در سال ۱۹۹۵ منتشر شد. این فیلم بر پایهٔ رمانی به همین نام اثرِ هنینگ مانکل دربارهٔ شخصیت داستانی کورت والاندر است.

## بازیگران
- رولف لاسگورد
- کارینا لیدبوم
- استلان اسکاشگورد